# Schizosmittina maplestonei
Schizosmittina maplestonei är en mossdjursart som först beskrevs av William MacGillivray 1879.  Schizosmittina maplestonei ingår i släktet Schizosmittina och familjen Bitectiporidae. Inga underarter finns listade i Catalogue of Life.